# Comté de Coconino
Pour les articles homonymes, voir Coconino.
Le comté de Coconino est un comté américain situé dans l'État de l'Arizona. Lors du recensement de 2020, il était peuplé de 145 101 habitants, dont près de 30 % d'Amérindiens. Son siège est la ville de Flagstaff. 
D'une superficie supérieure à celle des Pays-Bas, c'est le deuxième plus grand comté des États-Unis contigus après le comté de San Bernardino, en Californie. Le parc national du Grand Canyon se trouve en partie sur son territoire.
Ce comté a donné son nom à l'endroit où se déroule le comic strip de l'entre-deux-guerres Krazy Kat.

## Géographie

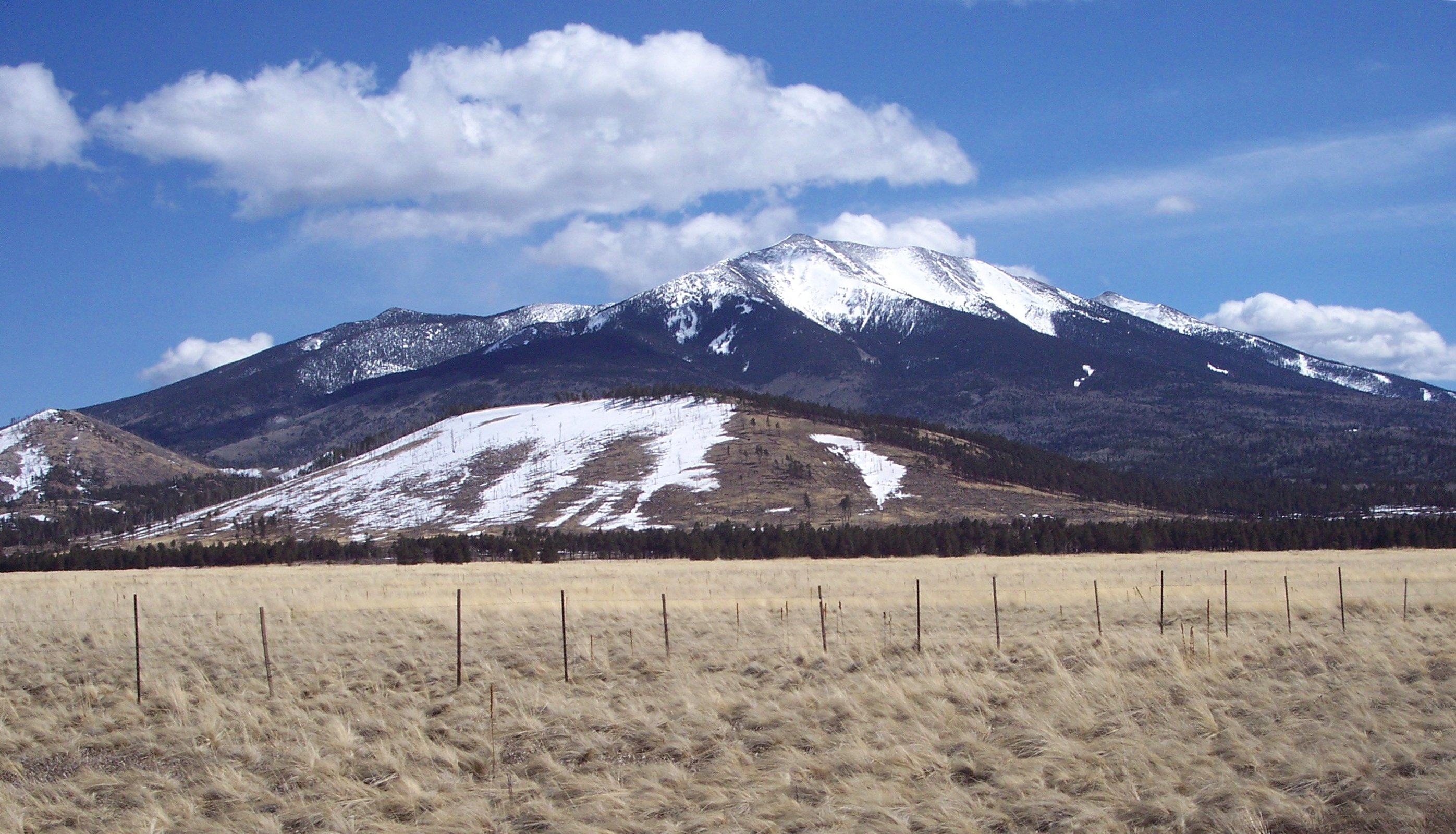
Le Humphreys Peak et la chaîne des San Francisco Peaks.
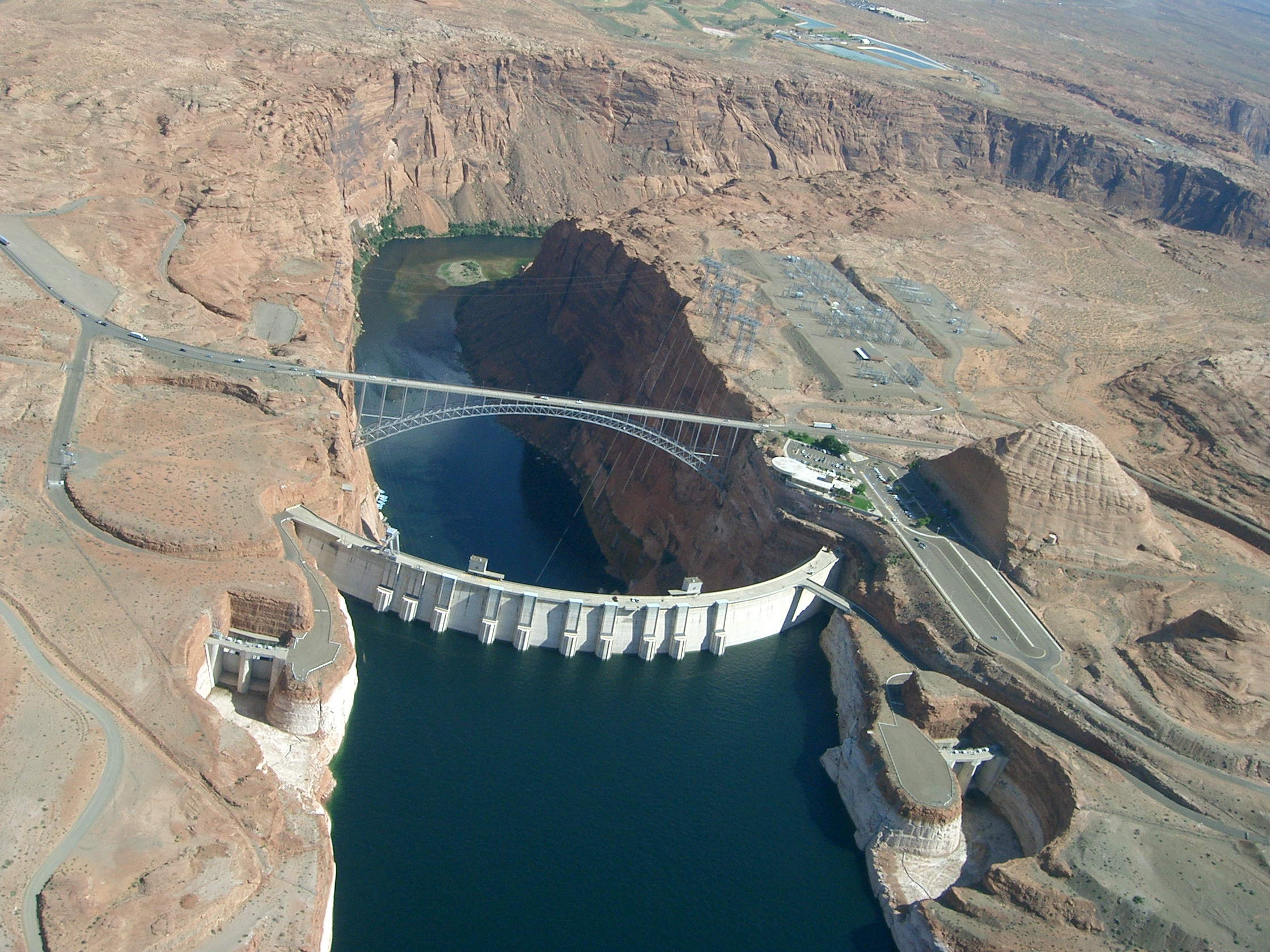
Le barrage de Glen Canyon.
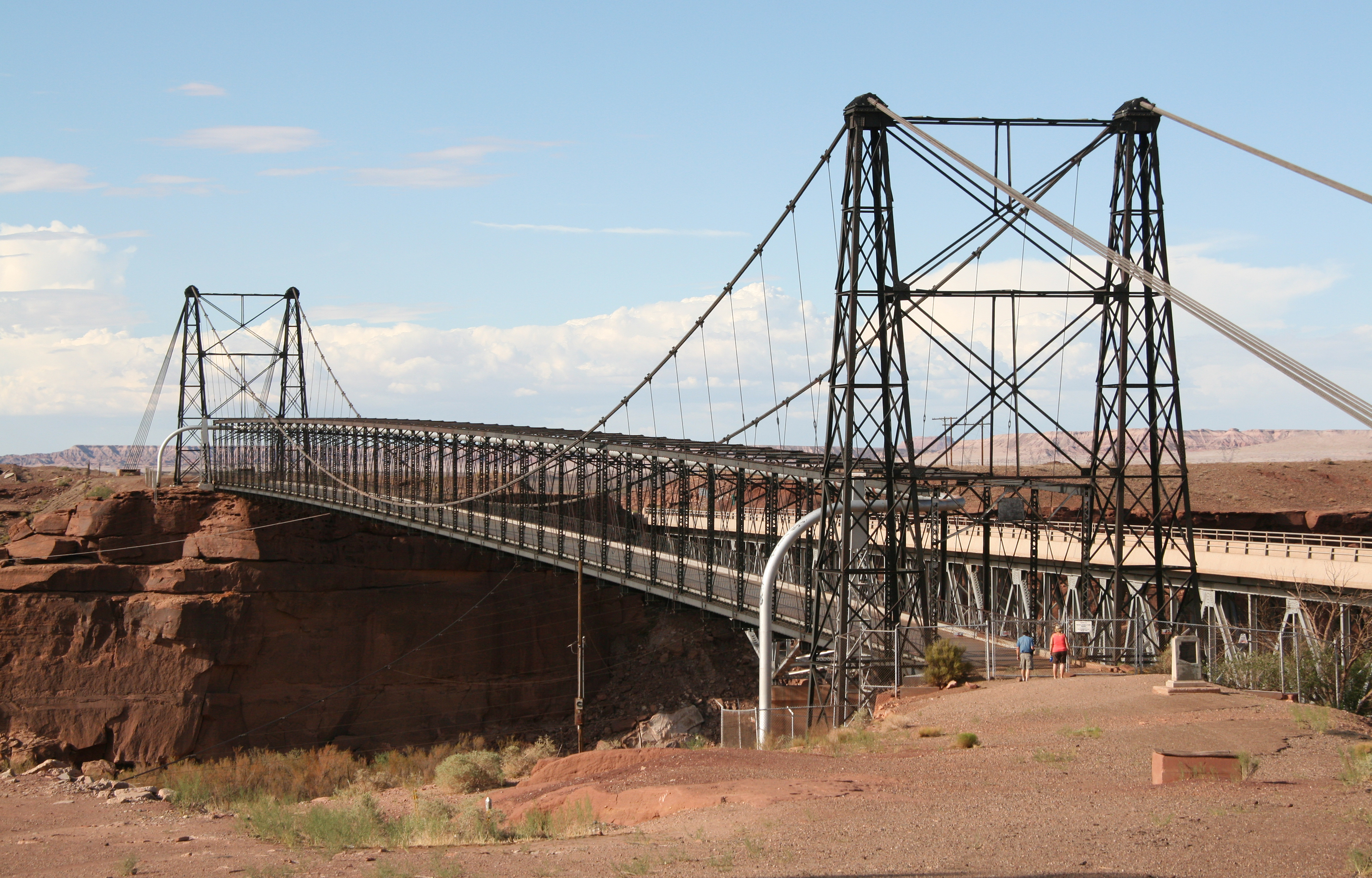
Le pont suspendu de Cameron.
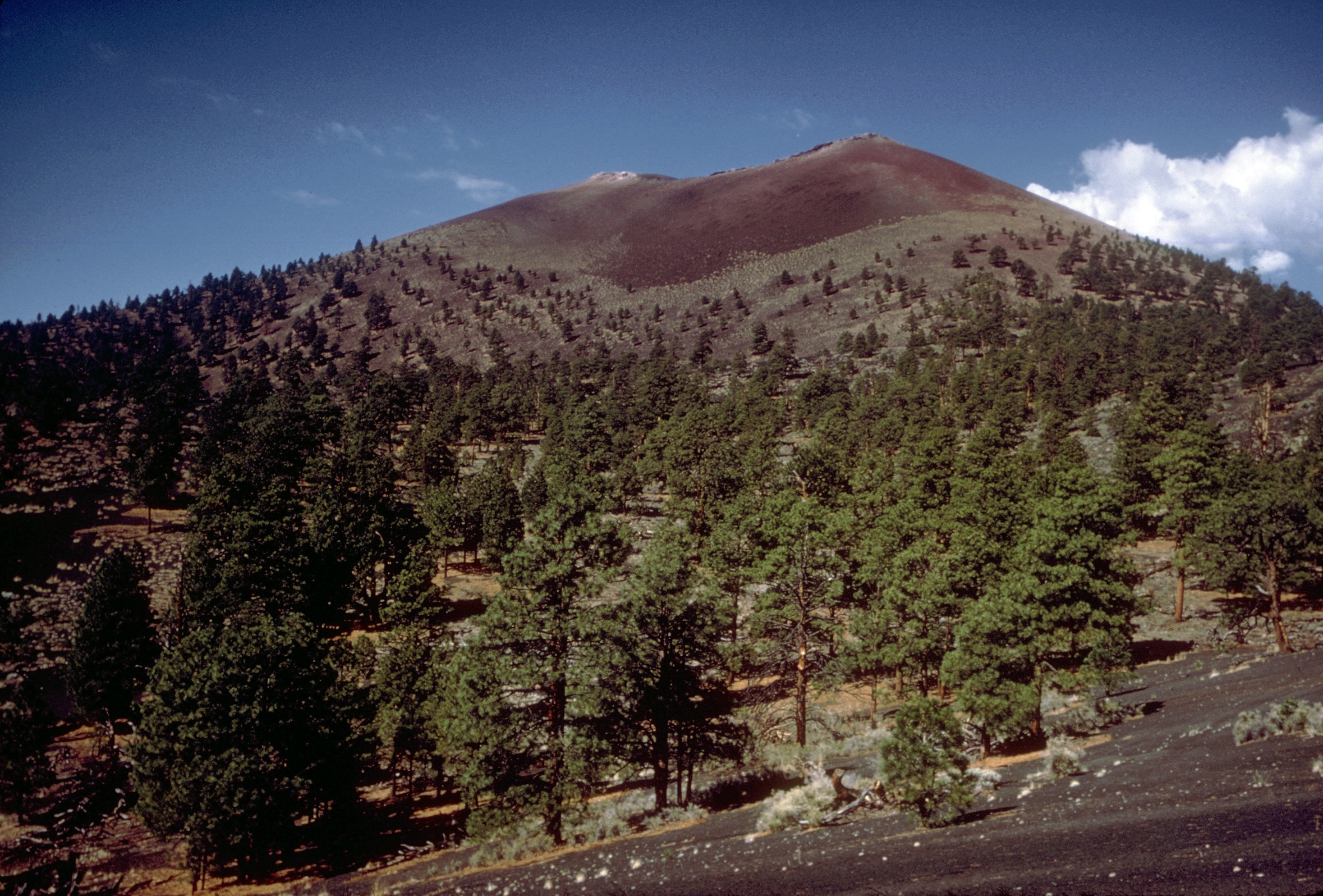
Un volcan, le cratère Sunset.
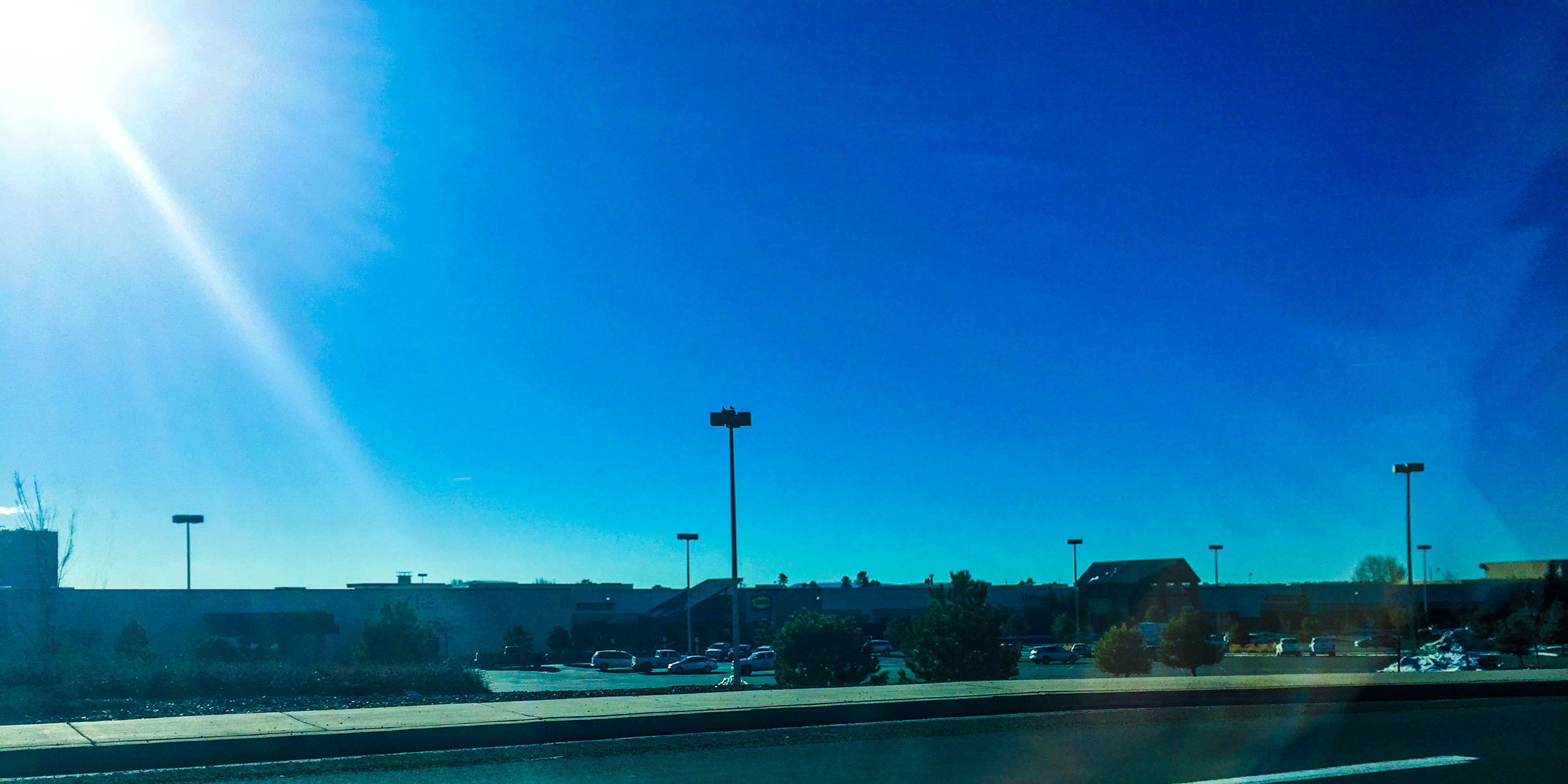
Flagstaff Mall, centre commercial situé à Flagstaff.
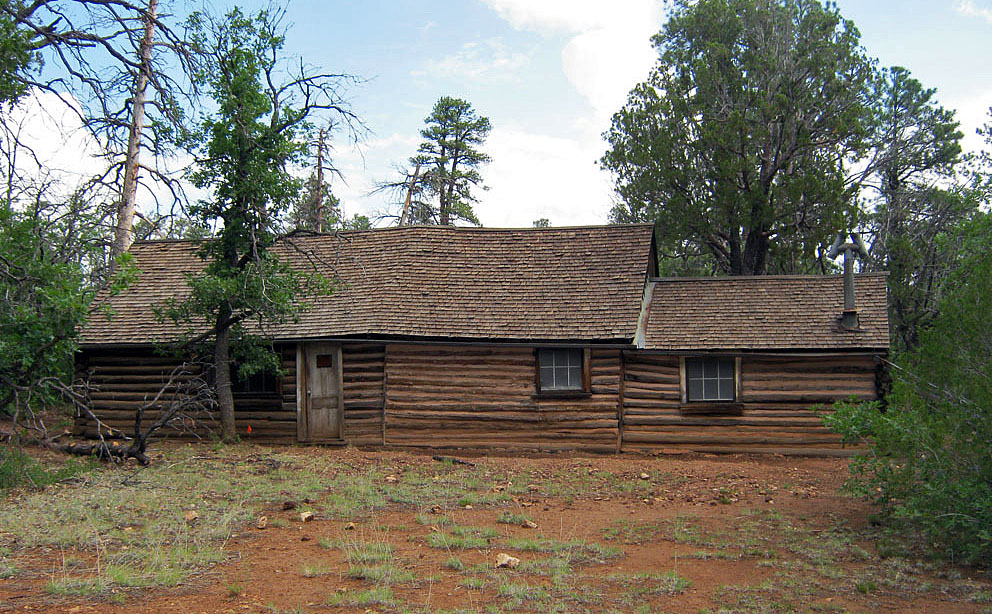
Cliffs Ranger Station.
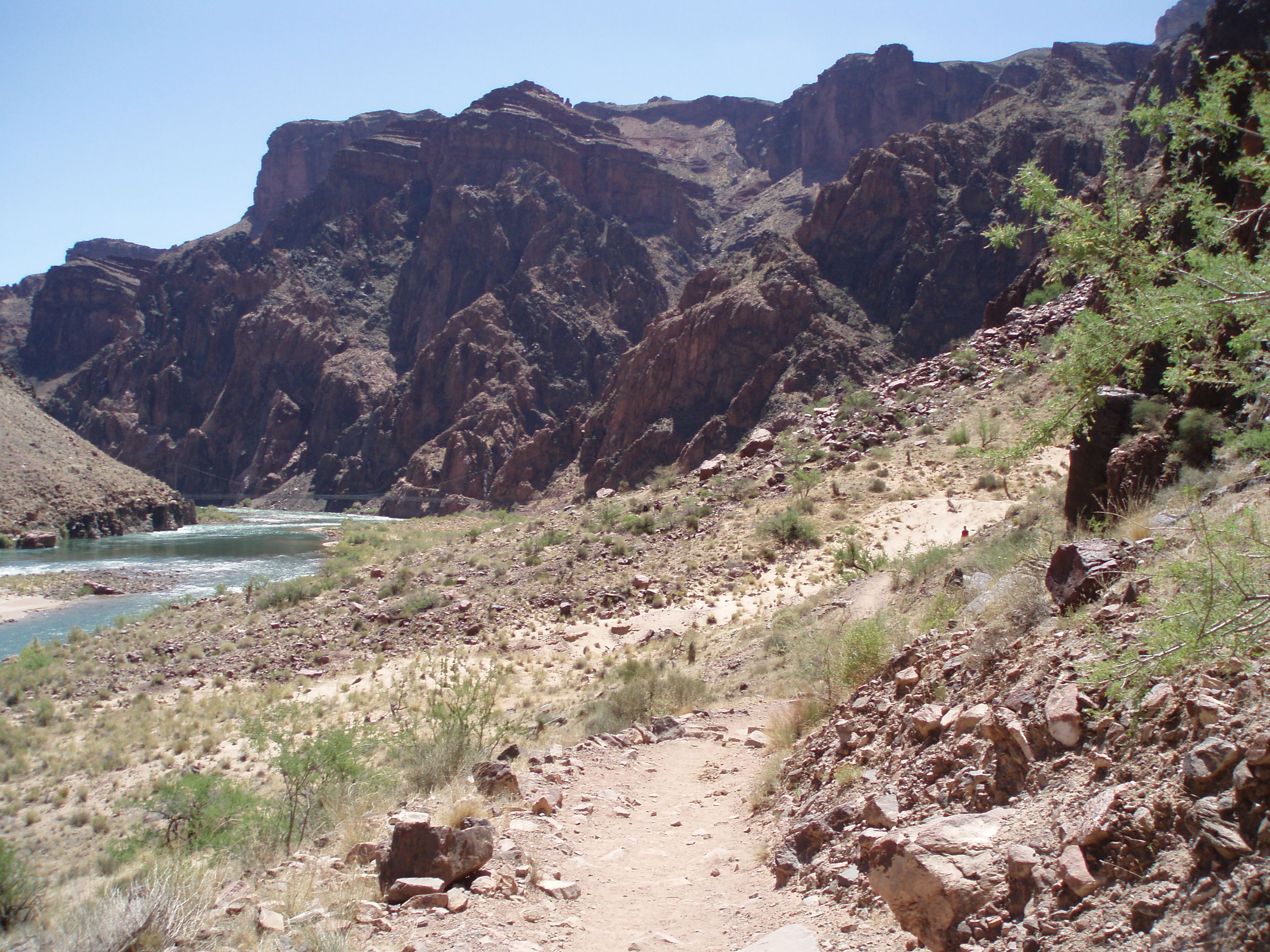
Sentier de randonnée du River Trail.
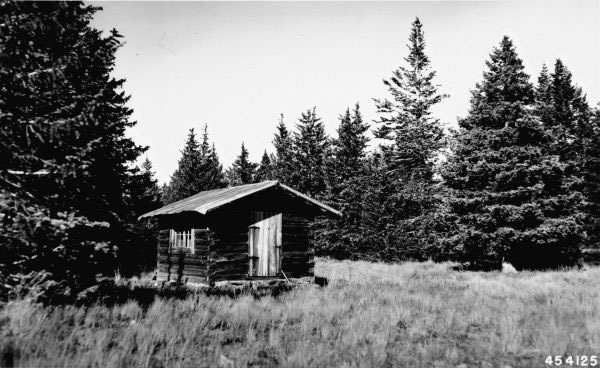
Kendrick Lookout Cabin, construite en 1911 dans le forêt nationale de Kaibab.

## Économie
Le Meteor Crater et le barrage de Glen Canyon se situent dans ce comté, de même que l'ancienne mine de cuivre de Grandview Mine.

## Politique
Le comté de Coconino tend généralement vers le Parti démocrate, porté par les voix de Flagstaff et des minorités amérindienne et hispanique.

## Démographie
| Groupe            | Comté de Coconino | Arizona | États-Unis |
| ----------------- | ----------------- | ------- | ---------- |
| Blancs            | 61,7              | 73,0    | 72,4       |
| Amérindiens       | 27,3              | 4,6     | 0,9        |
| Autres            | 5,2               | 12,3    | 6,4        |
| Métis             | 3,1               | 3,4     | 2,9        |
| Asiatiques        | 1,4               | 2,8     | 4,8        |
| Afro-Américains   | 1,2               | 4,1     | 12,6       |
| Total             | 100               | 100     | 100        |
|                   |                   |         |            |
| Latino-Américains | 13,5              | 29,7    | 16,7       |

Selon l'American Community Survey, pour la période 2011-2015, 75,68 % de la population âgée de plus de 5 ans déclare parler l'anglais à la maison, alors que 12,91 % déclare parler navajo, 7,58 % l'espagnol, 0,57 % une langue chinoise et 3,25 % une autre langue.
| 1900  | 1910  | 1920  | 1930   | 1940   | 1950   |
| ----- | ----- | ----- | ------ | ------ | ------ |
| 5 514 | 8 130 | 9 982 | 14 064 | 18 770 | 23 910 |

| 1960   | 1970   | 1980   | 1990   | 2000    | 2010    |
| ------ | ------ | ------ | ------ | ------- | ------- |
| 41 857 | 48 326 | 75 008 | 96 591 | 116 320 | 134 421 |

| 2020    | - | - | - | - | - |
| ------- | - | - | - | - | - |
| 145 101 | - | - | - | - | - |

## Localités

### Villes
- Flagstaff
- Fredonia
- Sedona
- Page
- Williams

### Villages
- Bitter Springs
- Cameron
- Grand Canyon Village
- Kachina Village
- Kaibab
- Kaibito
- Lechee
- Leupp
- Moenkopi
- Mountainaire
- Munds Park
- Parks
- Supai
- Tonalea
- Tuba City
- Tusayan
- Winslow West

### Autres communautés
- Bellemon
- Canyon Diablo
- Doney Park
- Forest Lakes
- Happy Jack
- Jacob Lake
- Valle
- Winona

## Honneur
L'astéroïde (2939) Coconino porte son nom.